# Lenka Hlávková
Lenka Hlávková (* 17. August 1974 in Louny als Lenka Mráčková; † 21. Dezember 2023 in Prag) war eine tschechische Musikwissenschaftlerin. Am Institut für Musikwissenschaft der Karls-Universität in Prag arbeitete sie auf dem Gebiet der Musikgeschichte und Musikpaläographie vor 1600. Ihr Forschungsschwerpunkt lag auf der Musikkultur Mitteleuropas im späten Mittelalter, Quellenforschung und polyphoner Musik.

## Leben
Hlávková studierte Musikwissenschaft an der Karls-Universität in Prag und erhielt dort 1998 ihren magistr (Mgr.). Von 1999 bis 2000 absolvierte sie ein Stipendium des Deutschen Akademischen Austauschdienstes für Doktoranden an der Humboldt-Universität zu Berlin. Hlávková kehrte danach an die Karls-Universität zurück und war dort von 2002 bis 2004 wissenschaftliche Mitarbeiterin am Institut für Musikwissenschaft, bevor sie 2004  bei Jaromír Černý in Musikwissenschaft mit der Dissertation Polyfonní mešní ordinarium v Kodexu Speciálník promovierte. Ab 2004 war Hlávková Assistenzprofessorin am Institut für Musikwissenschaft der Universität. Von 2012 bis 2015 war sie Direktorin des Instituts und ab 2015 stellvertretende Direktorin. Von 2007 bis 2008 war sie Gastdozentin für Musikgeschichte für den Zeitraum vor 1600 an der Technischen Universität Dresden.
Im Laufe ihrer akademischen Karriere war sie Mitorganisatorin von sechs internationalen Konferenzen. 2006 bei Musical Culture of the Czech Lands and Central Europe before 1620, 2009 bei The Musical Heritage of the Jagiellonian Era, 2010 bei Musical Culture of the Czech Lands and Central Europe before 1620 – II., 2011 bei The Musical Culture of Silesia before 1742, 2016 bei Charles IV and the Musical Legacy of his Era und 2017 bei der 45. International Medieval and Renaissance Music Conference in Prag. Bei letzterer gehörte sie ebenfalls dem Programmkomitee an. Des Weiteren organisierte sie 2012 den Runden Tisch Central European Identities in the Fifteenth Century. Jaromír Černý (1939–2012) in memoriam während des 19. Kongresses der International Musicological Society.
2019 wurde sie zum ordentlichen Mitglied der Academia Europaea gewählt.
Am 21. Dezember 2023 ereignete sich ein Amoklauf in einem Gebäude der Philosophischen Fakultät der Karls-Universität. Unter den Opfern befand sich auch Hlávková.

## Forschung
Hlávková arbeitete auf dem Gebiet der Musikgeschichte und Musikpaläographie vor 1600. Ihr Forschungsschwerpunkt lag unter anderem auf der Musikkultur Mitteleuropas im späten Mittelalter und auf der Erforschung tschechischer Quellen des 15. und der ersten Hälfte des 16. Jahrhunderts; hier beschäftigte sie sich unter anderem mit dem Codex Strahov und dem Codex Speciálník. Des Weiteren forschte sie zu polyphonen Ordinariumsmessen und polyphonen Liedern des 15. Jahrhunderts sowie Cantus Fractus in tschechischen Quellen.
Ihre Forschungsprojekte umfassten von 2007 bis 2009 The Strahov Codex and the Musical Culture of the Czech Lands during the Reign of Georg of Podiebrad (gefördert von der Grantová Agentura České Republiky), von 2010 bis 2011 das polnisch-tschechische Forschungsprojekt The Musical Culture of Silesia before 1742 from Polish and Czech Perspectives (gefördert vom tschechischen Bildungsministerium) und von 2015 bis 2017 Changing Identities in the Music of Central Europe in the Late Middle Ages (gefördert von der Grantová Agentura České Republiky). Von 2016 bis 2019 gehörte sie der Prager Forschungsgruppe des internationalen Forschungsprojektes Sound Memories: The Musical Past in Late-Medieval and Early-Modern Europe an und war einer der Principal Investigator des Projekts. Von 2019 bis zu ihrem Tod forschte sie innerhalb des Forschungsprojektes Old Myths, New Facts: Czech Lands in the Centre of 15th-century Music Developments.

## Veröffentlichungen
- mit Jan Baťa, Jiří K. Kroupa (Hrsg.): Littera NIGRO scripta manet. In honorem Jaromír Černý. Prag: Koniasch Latin Press, 2009, ISBN 978-80-86791-50-0.
- mit Jan Baťa, Jiří K. Kroupa (Hrsg.): Musical Culture of the Bohemian Lands and Central Europe before 1620. Prag: Koniasch Latin Press, 2011, ISBN 978-80-86791-51-7.
- mit Paweł Gancarczyk, Remigiusz Pośpiech (Hrsg.): The Musical Culture of Silesia before 1742. New Contexts – New Perspectives. Frankfurt am Main: Peter Lang, 2013, ISBN 978-3-631-63414-1.